# Römische Quartalschrift für Christliche Altertumskunde und Kirchengeschichte
Die Römische Quartalschrift für Christliche Altertumskunde und Kirchengeschichte, kurz Römische Quartalschrift, (Kürzel RQ) ist eine akademische peer-reviewed-Zeitschrift für Christliche Archäologie und Kirchengeschichte, die vom Priesterkolleg am Campo Santo Teutonico und vom Römischen Institut der Görres-Gesellschaft herausgegeben wird.

## Geschichte
Die Römische Quartalschrift wurde 1887 vom damaligen Rektor des Campo Santo Teutonico, Anton de Waal, begründet und ist damit eine der ältesten Zeitschriften Roms. Die Zeitschrift sollte als Publikationsorgan für die Wissenschaftler des Priesterkollegs am Campo Santo Teutonico in Rom und seine Freunde, die überwiegend Mitglieder der Görres-Gesellschaft waren, fungieren. Durch den Tod de Waals 1917 wurde die Zeitschrift suspendiert, konnte aber ab 1922 wieder regelmäßig erscheinen. 1940 wurde sie kriegsbedingt erneut eingestellt, 1953 wieder aufgenommen, nunmehr verlegt vom Verlag Herder. Als herausgebende Institutionen fungieren seit 1953 das Deutsche Priesterkolleg am Campo Santo und das Römische Institut der Görres-Gesellschaft. Sitz der Redaktion ist bis heute das Priesterkolleg am Campo Santo Teutonico. Die Zeitschrift umfasst jährlich 300 Druckseiten. Sie erschien zunächst mit vier Heften im Jahr, seit 1953 erscheint sie in zwei Doppelheften. Sie bietet Beiträge zum gesamten Gebiet der Kirchengeschichte (mit Rombezug) und Christlichen Archäologie, soweit es sich um quellengestützte Grundlagenforschung handelt.
Schriftleiter der nach dem Zweiten Weltkrieg wieder aufgenommenen Zeitschrift waren Johannes Kollwitz (1953–1958) und Johannes Vincke (1953–1958). Ab 1956 waren als Herausgeber tätig: August Schuchert (1956–1962); Engelbert Kirschbaum (1956–1970); Johannes Emil Gugumus (1963–1970); Ludwig Voelkl (1966–1971); Hermann Hoberg (1966–1992); Bernhard Hanssler (1971–1975); Ambrosius Eszer O.P. (1972–1975); Erwin Gatz (1976–2011) mit Bernhard Kötting (1976–1995), Klaus Ganzer (1993–2009) und Theofried Baumeister O.F.M. (1996–2013); Stefan Heid (seit 2011) mit Dominik Burkard (seit 2012) und Hans-Peter Fischer (seit 2012).
Dem wissenschaftlichen Beirat gehören derzeit Bernd Engler, Thomas Brechenmacher, Jutta Dresken-Weiland, Michael Durst, Britta Kägler, Andreas Sohn und Günther Wassilowsky an.
Der Inhalt der Zeitschrift von 1887 bis 2005 wird durch zwei Registerbände erschlossen:
- Gert Kloeters (Bearbeiter): Römische Quartalschrift, Register zu Band 1 (1887) – 50 (1955). Freiburg 1966;
- Jutta Dresken-Weiland (Bearbeiterin): Römische Quartalschrift, Register zu Band 51 (1956) – 100 (2005). Freiburg 2011.

Ergänzend zur Zeitschrift erscheinen seit 1893 Supplementhefte bzw. -bände. Häufig gehen sie auf Forschungsaufenthalte der Autoren im Kolleg bzw. beim Görres-Institut zurück.